# امامزاده خمره
امامزاده حمزه مربوط به دوره صفوی - دوره قاجار است و در قم، خیابان آذر، مقابل میدان کهنه، کوچه شاه حمزه واقع شده و این اثر در تاریخ ۱۹ اردیبهشت ۱۳۷۸ با شمارهٔ ثبت ۲۳۱۸ به‌عنوان یکی از آثار ملی ایران به ثبت رسیده است.